# Guaquitepec
Guaquitepec es una localidad del estado mexicano de Chiapas. Es parte del municipio de Chilón.

## Demografía
| Gráfica de evolución demográfica |
|                                  |

| Censo | Población |
| ----- | --------- |
| 1900  | 377       |
| 1910  | 291       |
| 1921  | 250       |
| 1930  | 270       |
| 1940  | 335       |
| 1950  | 595       |
| 1960  | 925       |
| 1970  | 1 086     |
| 1980  | 1 153     |
| 1990  | 1 793     |
| 2000  | 2 002     |
| 2010  | 2 868     |
| 2020  | 3 511     |